# Claude Augsburger
Claude Augsburger, né en 1957 à La Chaux-de-Fonds, est un artiste suisse.

## Biographie
Né le 13 août 1957 à La Chaux-de-Fonds, Claude Augsburger se forme à École cantonale d'art de Lausanne (1975-80) avec le peintre Pierre Chevalley. Peu après son diplôme en 1980, il découvre, au cours d'études aux États-Unis, au Whitney Museum of American Art, ISP independent study program, les peintres de l'abstraction américaine tels que Barnett Newman ou Robert Mangold. Son travail est à rapprocher autant de la « colorfield painting » américaine, du courant « néo-géo » des années 1980, que de l'art concret suisse. Très engagé dans la vie culturelle locale, Claude Augsburger sera dès 1986 membre puis président (de 1989 à 1991) de la SPSAS (Société des peintres, sculpteurs et architectes suisses) et de 1994 à 1996 membre du comité central. Il est également curateur : de 1981 à 83 il cofonde et coanime l’Espace Palud No1, à Lausanne ; en 1990, il crée, à Lausanne toujours, les Espaces d'une sculpture, puis en 1991, l’EAC (Espace d’Art Contemporain), qu'il codirige jusqu'en 1995. Il est aussi enseignant : de 1983 à 1989 au département d’architecture de l'EPFL, dès 2000 à l’école d’art de La Chaux-de-Fonds, dès 2002 au gymnase Auguste Piccard à Lausanne. Il est également consultant coloriste en architecture, et a, à ce titre, créé la mise en couleurs d'une cinquantaine de bâtiments, en Suisse et à l'étranger. Il a créé des vitraux, notamment pour la Chapelle des diaconnesse de Saint-Loup, en Suisse. Il a réalisé la mise en couleurs du quartier du Rôtillon à Lausanne en 2013.

## Expositions personnelles (sélection)
- 1981 Espace Palud No1, Lausanne
- 1989 Galerie Patrick Roy, Lausanne
- 1990 Musée Alexis Forel,  Morges
- 1991 /1993 /1998 Galerie Fischlin, Genève
- 1994/1997 Iynedjian Art, Lausanne
- 1998 Unité d’Art Contemporain, Université de Lausanne
- 1999 Musée d’Art des Enfants, Renens
- 2004 CHUV, Lausanne
- 2006 CARRESPACE, Vallorbe
- 2009 Espace Silo, Renens
- 2019 Carrespace, Vallorbe
- 2020 Galerie Numaga, Colombier
- 2021 Clinique Cécil, Lausanne

## Expositions collectives (sélection)
- 1981 Une œuvre - un artiste, Delémont
- 1982 Triennale des jeunes peintres et sculpteurs, Yverdon-les-Bains
- 1984 ref.84, Palud No1, Lausanne
- 1986 Peintures dans la ville, Burgdorf et Lausanne
- 1987 Biennale des artistes neuchâtelois, Musée des Beaux- Arts, La Chaux-de-Fonds
- 1988 Villa du jardin alpin, Meyrin/Genève
- 1989 Helvet’Art, biennale de l’art suisse, St-Gall
- 1989 Haus für konkrete und konstruktive Kunst, Zürich
- 1990 Art90, Bâle, galerie Denise René
- 1991 Salon des découvertes 91, Paris,  galerie Denise René
- 1992 Art construit - nouvelles tendances, galerie Denise René, Paris
- 1992 Art92, Bâle, galerie Denise René
- 1993 Art93, Bâle, galerie Denise René
- 1995 Préludes,  Musée des Beaux-Arts - Lausanne
- 1996 Foire internationale de Strasbourg, galerie Zéro l’infini
- 1996 Art96, Bâle, galerie Iynedjian Art et Denise René
- 1993 Écran total, Musée du Léman, Nyon
- 1997 Black is beautiful, white is purity, Iynedjian Art, Lausanne
- 1997 Art construit-art concret, IUFM de Franche- Comté
- 2000 Lausanne jardins, Lausanne
- 2004 Vis-à-vis, musée Arlaud, Lausanne
- 2006 Street-parade, affiches dans la rue, Lausanne
- 2007 CHUV, Lausanne
- 2008 Frontières, Musée d’art et d’histoire, Neuchâtel
- 2008 Vitraux en dalles de verre, atelier M. Eltschinger, Villars s/Glâne
- 2009 Atelier Raynald Métraux, Lausanne
- 2010 Galerie Le Cube, Estavayer-le-Lac
- 2014 L'origine du monde, Galerie Jean Greset, Besançon
- 2014 Pierre Chevvaley, ses amis, ses élèves, Galerie Jean Greset, Besançon
- 2019 Hissez haut, exposition de drapeaux d'artistes, Lausanne
- 2019 La subtile étiquette, Ponnaz, Grandvaux
- 2021 Exposition Biennale de la Chaux de fonds, Musée de La Chaux-de-Fonds, Chaux-de-Fonds

## Œuvres dans l'espace public /art intégré
- Gare de Lausanne (architecte D. Mondada), Lausanne
- Centre culturel (architecte F. Boschetti), Corsy
- Caserne de Payerne, aviation (architectes F. Boschetti et I. Kolecek), Payerne
- Hôpital de Cery (architecte I. Kolecek), Lausanne
- Paroisse du St-Rédempteur (architecte D. Mondada), Lausanne
- École de Freminet (architecte F. Boschetti), Lausanne
- Gare de Tägerwylen, (architecte I. Frei), Tägerwylen
- Fondation Sandoz (architecte D. Mondada), Pully
- Gymnase Auguste Piccard, Lausanne

## Distinctions
- 1985 Bourse Manganel
- 1987 Bourse fédérale des Beaux-Arts